# Ab immemorabili
Ab immemorabili (lat.; seit unerinnerbarer / unvordenklicher [Zeit]) ist ein Ausdruck aus dem Rechtswesen, der heute noch im römisch-katholischen Kirchenrecht gebräuchlich ist. Er wird angewendet auf Privilegien, für die es keine urkundlichen Belege gibt, die aber „seit Menschengedenken“ Geltung haben und für die darum Legitimität angenommen wird:
Possessio centenaria vel immemorabilis praesumptionem inducit concessi privilegii (CIC can. 76 § 2).
„Ein hundertjähriger oder unvordenklicher Besitz begründet die Rechtsvermutung, dass das Privileg gewährt wurde.“
Dem Privilegium ab immemorabili entspricht weitgehend die unvordenkliche Verjährung.